# クリフォード・アダムス
クリフォード・アダムス（Clifford Isaac Addams、1876年5月25日 - 1942年11月7日）はアメリカ合衆国の画家、版画家である。

## 略歴
ニュージャージー州のウッドベリー(Woodbury) のクエーカー教徒の家に生まれた。ドレクセル協会（現在のドレクセル大学）で建築を学んだ後、フィラデルフィアのペンシルベニア美術アカデミーに入学した 。1899年に、アカデミーからヨーロッパ留学の奨学金を得てパリに渡った。その前年に、アメリカ出身の有名な画家、ジェームズ・マクニール・ホイッスラーがパリに開いたアカデミー・カルメンに入学し、ホイッスラーのお気に入りの弟子となり、助手として学生を教えることになった。
アカデミー・カルメンの学生で、女性クラスの助手を務めてていた、アイルランド出身の画家イネス・エレノア・ベイトと知り合い、1900年6月、ロンドンで結婚した.。夫妻は健康のすぐれなくなったホイッスラーの美術学校の運営を助けたが、学校は1901年に閉校した。その後夫妻はロンドンに移り、4人の子供が生まれた。ロンドンや他のヨーロッパの都市で人物画や版画を制作した。第一次世界大戦中は1919年までイギリス海軍で働いた。1920年に離婚し、アダムスは家族と別れアメリカに帰国した.。
ヨーロッパ滞在中の1907年から、時々、ペンシルベニア美術アカデミーの展覧会には出展しており1937年まで出展した。1924年にナショナル・アカデミー・オブ・デザインが優れた人物画に贈る賞、Thomas B. Clarke Prizeを受賞した 。1925年にはペンシルベニア美術アカデミーのTemple Gold Medalを受賞した。1810年と1923年にニューヨークの画廊で個展が開かれた。

## 作品

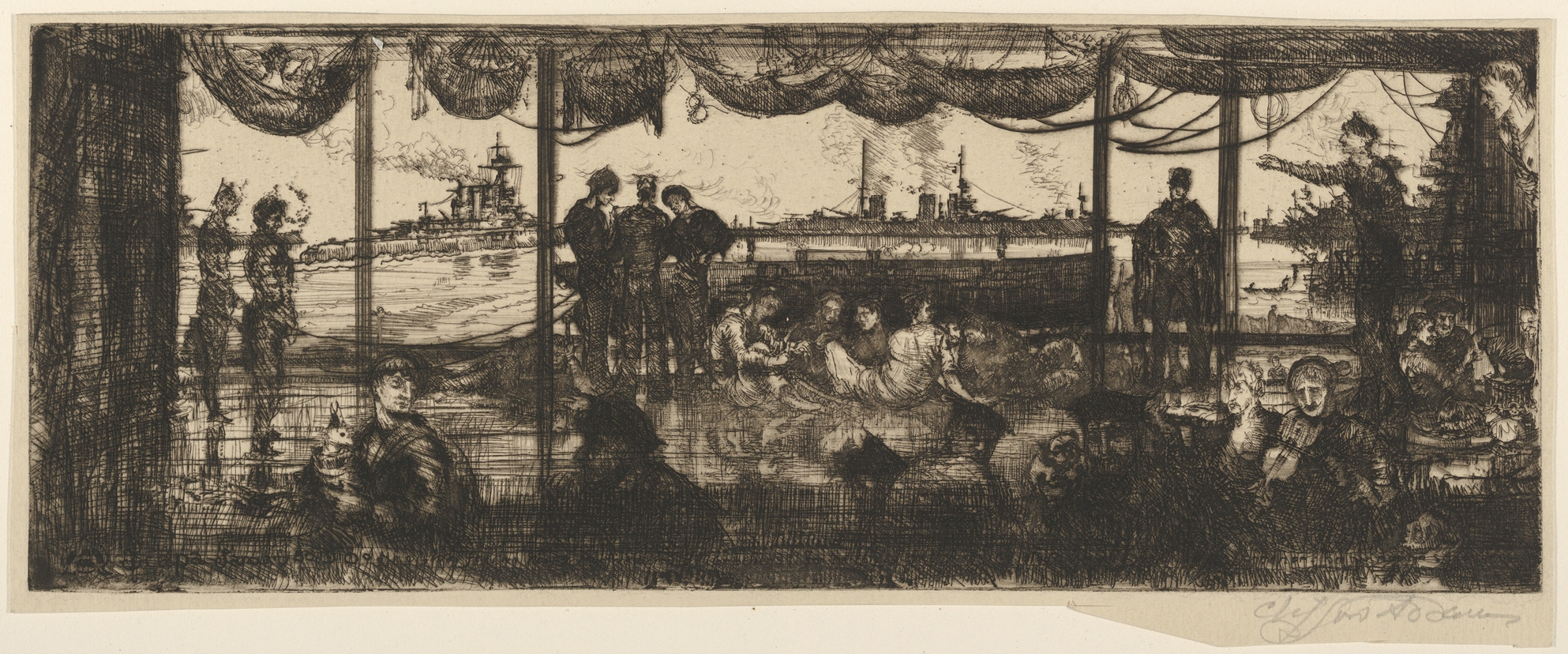
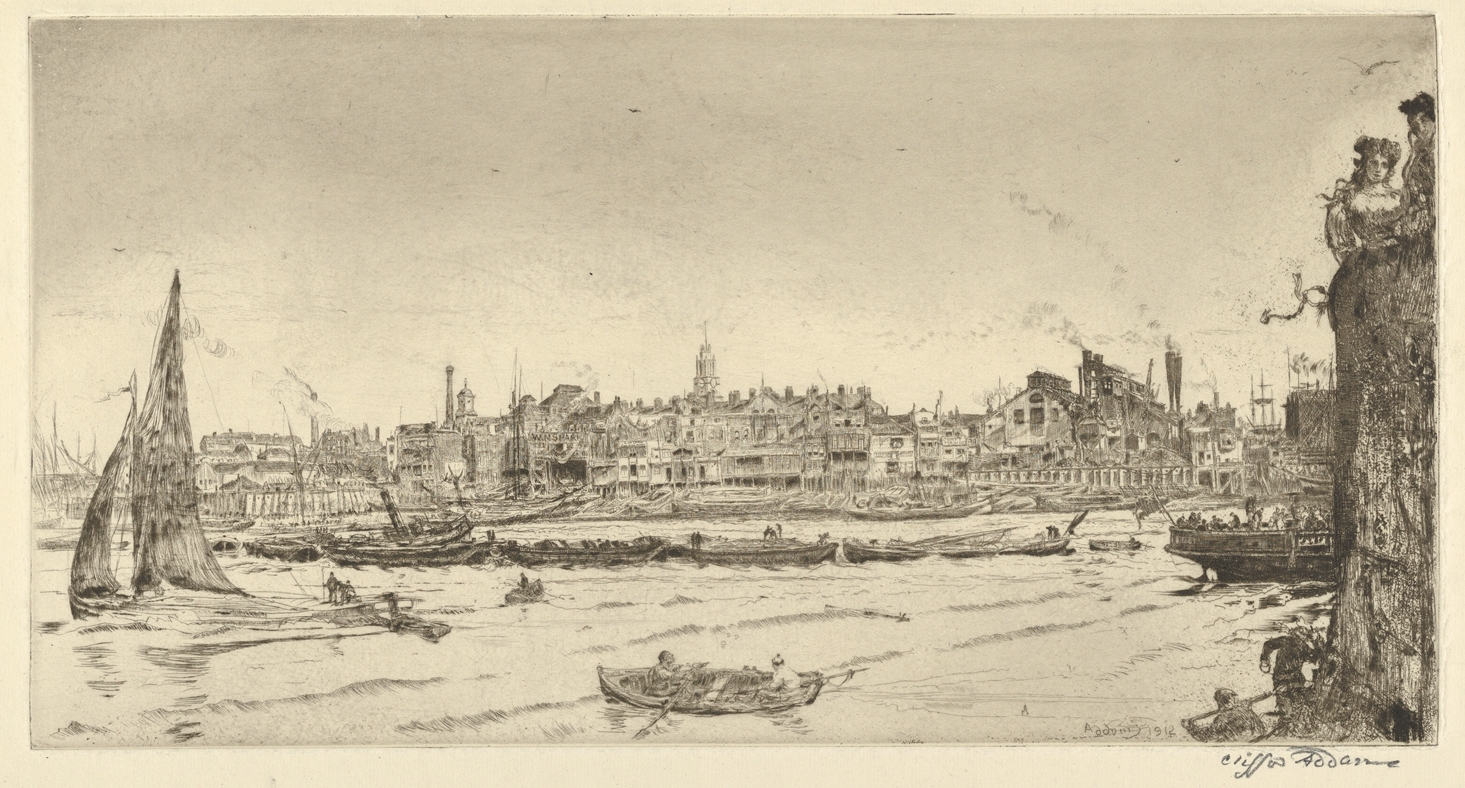

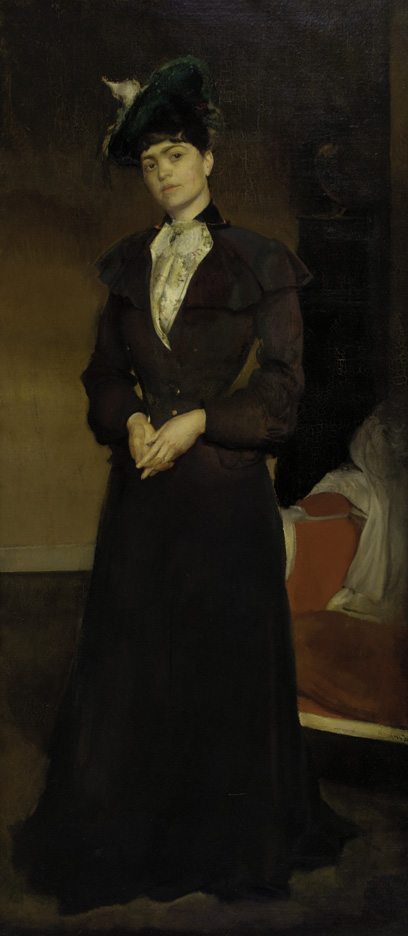
イネス・エレノア・ベイト(1913)
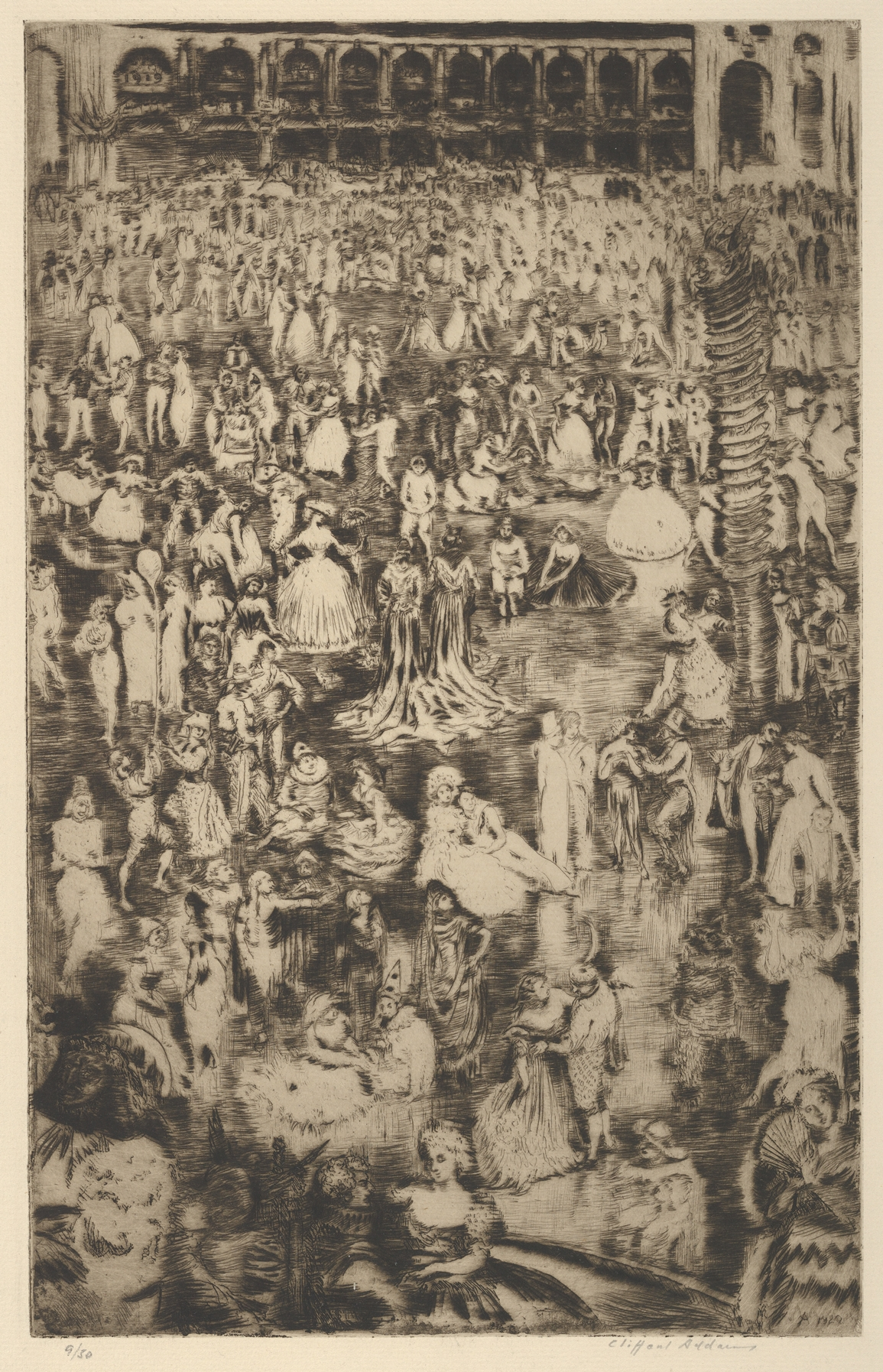
版画
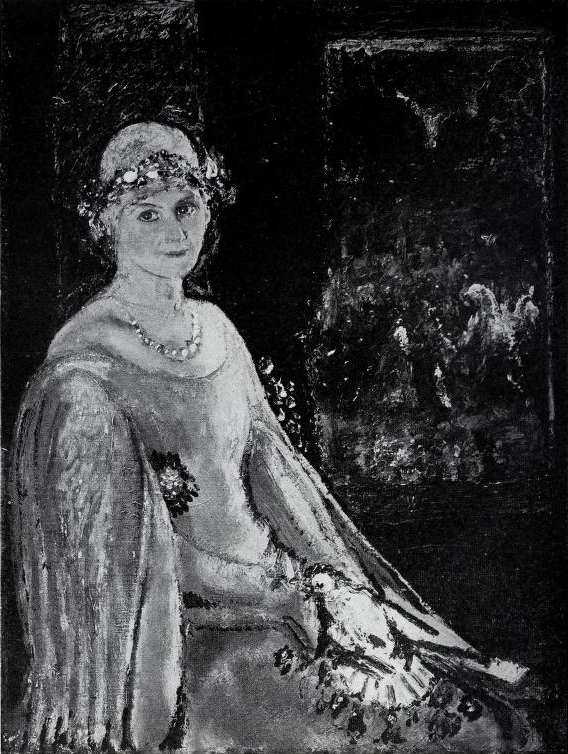
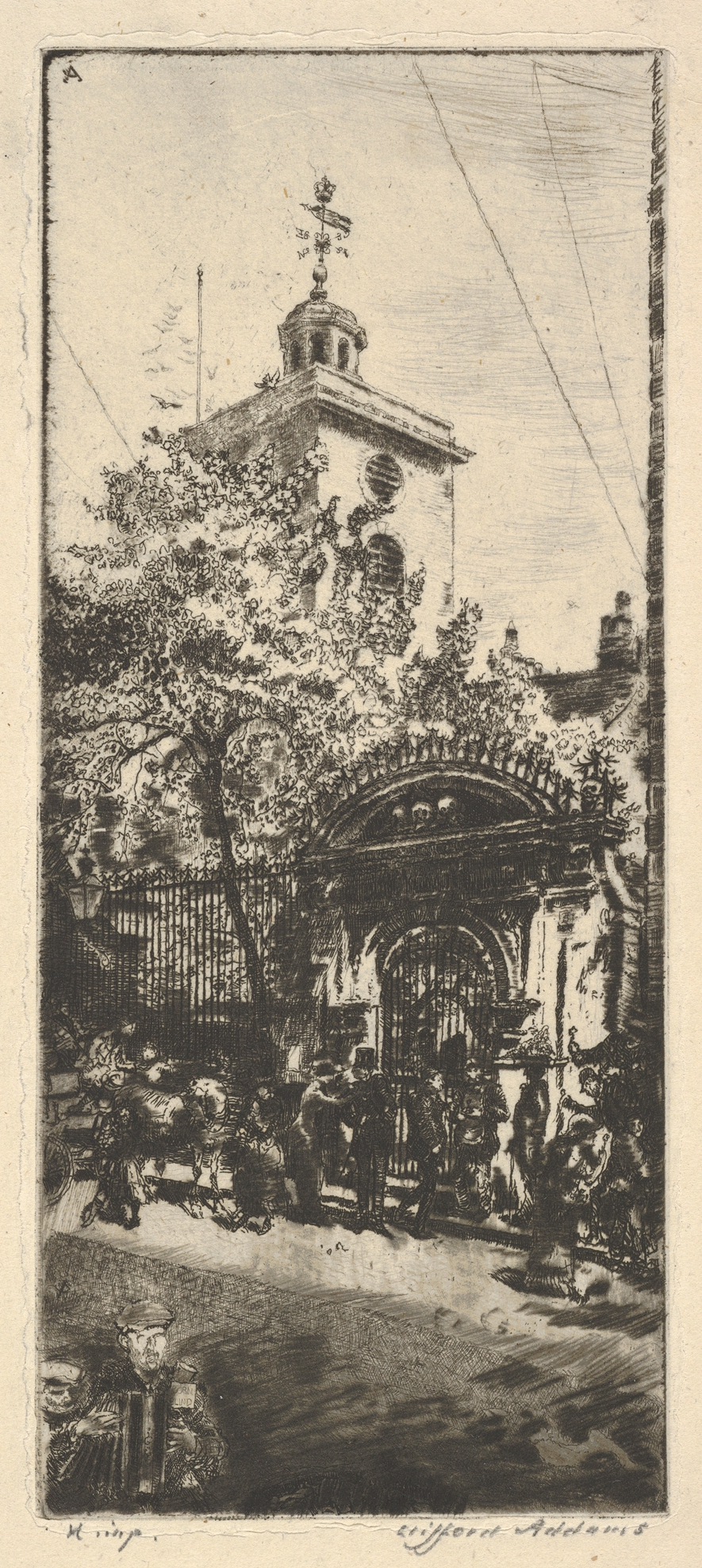